# Sporendocladia truncata
Sporendocladia truncata är en svampart som först beskrevs av B. Sutton, och fick sitt nu gällande namn av M.J. Wingf. 1987. Sporendocladia truncata ingår i släktet Sporendocladia och familjen Ceratocystidaceae.   Inga underarter finns listade i Catalogue of Life.